# Nokia E61i
Le Nokia E61i est un smartphone de la gamme Série E de Nokia, une plate-forme S60 c'est le troisième appareil avec clavier QWERTY ciblant les utilisateurs d'affaires sur le marché européen. Il s'agit d'une mise à jour pour le Nokia E61 sorti en 2006. Ce produit a été annoncé le 12 février 2007 au 3GSM World Congress.

## Caractéristiques
- Système d'exploitation Symbian OS S60
- Processeur ARM 220 MHz
- GSM/EDGE/3G/3G+
- 117 × 69,7 × 14 mm pour 150 grammes
- Écran résistif de 2,8 pouces de définition 320 × 240 pixels
- Batterie de 1 500 mAh
- Mémoire : 64 Mo extensibles par carte mémoire Micro SD
- Appareil photo numérique de 2 MégaPixels
- Wi-Fi
- Bluetooth
- Vibreur
- DAS : 0,90 W/kg.